# Liste des planètes mineures (546001-547000)
Voici la liste des planètes mineures numérotées de 546001 à 547000. Les planètes mineures sont numérotées lorsque leur orbite est confirmée, ce qui peut parfois se produire longtemps après leur découverte. Elles sont classées ici par leur numéro.

## Planètes mineures 546001 à 547000
- (546001) 2011 WW26
- (546002) 2011 WY28
- (546003) 2011 WE35
- (546004) 2011 WQ36
- (546005) 2011 WT40
- (546006) 2011 WP45
- (546007) 2011 WJ54
- (546008) 2011 WB61
- (546009) 2011 WS66
- (546010) 2011 WV68
- (546011) 2011 WJ71
- (546012) 2011 WT71
- (546013) 2011 WV72
- (546014) 2011 WH75
- (546015) 2011 WV79
- (546016) 2011 WM84
- (546017) 2011 WQ85
- (546018) 2011 WB88
- (546019) 2011 WR94
- (546020) 2011 WH101
- (546021) 2011 WZ102
- (546022) 2011 WC103
- (546023) 2011 WE109
- (546024) 2011 WS114
- (546025) Ábrahámpéter
- (546026) 2011 WQ120
- (546027) 2011 WL126
- (546028) 2011 WY127
- (546029) 2011 WQ130
- (546030) 2011 WR134
- (546031) 2011 WG135
- (546032) 2011 WD136
- (546033) 2011 WE139
- (546034) 2011 WY149
- (546035) 2011 WW150
- (546036) 2011 WG151
- (546037) 2011 WQ152
- (546038) 2011 WC158
- (546039) 2011 WJ158
- (546040) 2011 WL159
- (546041) 2011 WM160
- (546042) 2011 WG166
- (546043) 2011 WN167
- (546044) 2011 WP167
- (546045) 2011 WT168
- (546046) 2011 XP3
- (546047) 2011 XC4
- (546048) 2011 XR4
- (546049) Zhujin
- (546050) 2011 YC6
- (546051) 2011 YM15
- (546052) 2011 YA16
- (546053) 2011 YK21
- (546054) 2011 YH23
- (546055) 2011 YK23
- (546056) 2011 YD25
- (546057) 2011 YM25
- (546058) 2011 YJ26
- (546059) 2011 YF29
- (546060) 2011 YZ31
- (546061) 2011 YD34
- (546062) 2011 YH38
- (546063) 2011 YR40
- (546064) 2011 YK42
- (546065) 2011 YG46
- (546066) 2011 YZ46
- (546067) 2011 YM48
- (546068) 2011 YF58
- (546069) 2011 YX58
- (546070) 2011 YS63
- (546071) 2011 YF67
- (546072) 2011 YW69
- (546073) 2011 YL74
- (546074) 2011 YW80
- (546075) 2011 YN81
- (546076) 2011 YR81
- (546077) 2011 YM82
- (546078) 2010 TC21
- (546079) 2010 TF21
- (546080) 2010 TK21
- (546081) 2010 TF24
- (546082) 2010 TL30
- (546083) 2010 TX33
- (546084) 2010 TY33
- (546085) 2010 TA41
- (546086) 2010 TM42
- (546087) 2010 TB47
- (546088) 2010 TM48
- (546089) 2010 TP49
- (546090) 2010 TM51
- (546091) 2010 TN53
- (546092) 2010 TN58
- (546093) 2010 TM59
- (546094) 2010 TT59
- (546095) 2010 TM60
- (546096) 2010 TR62
- (546097) 2010 TG64
- (546098) 2010 TF65
- (546099) 2010 TS66
- (546100) 2010 TG67
- (546101) 2010 TN67
- (546102) 2010 TB69
- (546103) 2010 TS69
- (546104) 2010 TS70
- (546105) 2010 TB71
- (546106) 2010 TV71
- (546107) 2010 TF73
- (546108) 2010 TR73
- (546109) 2010 TZ75
- (546110) 2010 TD77
- (546111) 2010 TS77
- (546112) 2010 TU78
- (546113) 2010 TO82
- (546114) 2010 TS82
- (546115) 2010 TV82
- (546116) 2010 TS84
- (546117) 2010 TW86
- (546118) 2010 TP91
- (546119) 2010 TH93
- (546120) 2010 TA94
- (546121) 2010 TD94
- (546122) 2010 TV94
- (546123) 2010 TX94
- (546124) 2010 TB95
- (546125) 2010 TF95
- (546126) 2010 TW95
- (546127) 2010 TW97
- (546128) 2010 TZ98
- (546129) 2010 TU99
- (546130) 2010 TG106
- (546131) 2010 TR106
- (546132) 2010 TT106
- (546133) 2010 TM107
- (546134) 2010 TQ107
- (546135) 2010 TN108
- (546136) 2010 TO108
- (546137) 2010 TS109
- (546138) 2010 TP110
- (546139) 2010 TF112
- (546140) 2010 TO113
- (546141) 2010 TW120
- (546142) 2010 TY124
- (546143) 2010 TZ124
- (546144) 2010 TA125
- (546145) 2010 TZ125
- (546146) 2010 TF126
- (546147) 2010 TM126
- (546148) 2010 TN126
- (546149) 2010 TS126
- (546150) 2010 TB127
- (546151) 2010 TG127
- (546152) 2010 TZ127
- (546153) 2010 TY128
- (546154) 2010 TN129
- (546155) 2010 TV129
- (546156) 2010 TE133
- (546157) 2010 TK133
- (546158) 2010 TK137
- (546159) 2010 TU137
- (546160) 2010 TC138
- (546161) 2010 TN138
- (546162) 2010 TE139
- (546163) 2010 TG139
- (546164) 2010 TN139
- (546165) 2010 TZ139
- (546166) 2010 TG140
- (546167) 2010 TZ141
- (546168) 2010 TD142
- (546169) 2010 TX144
- (546170) 2010 TO146
- (546171) 2010 TJ150
- (546172) 2010 TN150
- (546173) 2010 TP152
- (546174) 2010 TW152
- (546175) 2010 TG153
- (546176) 2010 TU153
- (546177) 2010 TE160
- (546178) 2010 TC161
- (546179) 2010 TZ165
- (546180) 2010 TJ166
- (546181) 2010 TM170
- (546182) 2010 TR170
- (546183) 2010 TR171
- (546184) 2010 TX172
- (546185) 2010 TT173
- (546186) Vasylivchenko
- (546187) 2010 TS176
- (546188) 2010 TH177
- (546189) 2010 TY181
- (546190) 2010 TC182
- (546191) 2010 TQ184
- (546192) 2010 TH185
- (546193) 2010 TT185
- (546194) 2010 TJ188
- (546195) 2010 TO192
- (546196) 2010 TV194
- (546197) 2010 TA195
- (546198) 2010 TB195
- (546199) 2010 TN196
- (546200) 2010 TP196
- (546201) 2010 TQ196
- (546202) 2010 TR196
- (546203) 2010 TW196
- (546204) 2010 TZ196
- (546205) 2010 TN197
- (546206) 2010 TD200
- (546207) 2010 TG203
- (546208) 2010 TE204
- (546209) 2010 TY204
- (546210) 2010 TK205
- (546211) 2010 TR205
- (546212) 2010 TL206
- (546213) 2010 TD207
- (546214) 2010 TG207
- (546215) 2010 TH207
- (546216) 2010 TL207
- (546217) 2010 TP207
- (546218) 2010 TK210
- (546219) 2010 TN211
- (546220) 2010 TD213
- (546221) 2010 TL213
- (546222) 2010 UA3
- (546223) 2010 UG8
- (546224) 2010 UE9
- (546225) 2010 UZ12
- (546226) 2010 UQ14
- (546227) 2010 UW17
- (546228) 2010 UG21
- (546229) 2010 UY23
- (546230) 2010 UK25
- (546231) 2010 UW25
- (546232) 2010 UY25
- (546233) 2010 UD26
- (546234) 2010 UO28
- (546235) Kolbenheyer
- (546236) 2010 UM31
- (546237) 2010 UW32
- (546238) 2010 UO33
- (546239) 2010 UH35
- (546240) 2010 UH36
- (546241) 2010 UP36
- (546242) 2010 UX36
- (546243) 2010 UU37
- (546244) 2010 UQ38
- (546245) 2010 UO40
- (546246) 2010 UA41
- (546247) 2010 UR41
- (546248) 2010 UT42
- (546249) 2010 UO43
- (546250) 2010 UW44
- (546251) 2010 US45
- (546252) 2010 UD47
- (546253) 2010 UZ48
- (546254) 2010 UC49
- (546255) 2010 UY49
- (546256) 2010 UT50
- (546257) 2010 UJ56
- (546258) 2010 UZ57
- (546259) 2010 UG60
- (546260) 2010 UB62
- (546261) 2010 UH62
- (546262) 2010 UW65
- (546263) 2010 UE66
- (546264) 2010 UJ67
- (546265) 2010 UA69
- (546266) 2010 UC69
- (546267) 2010 UP71
- (546268) 2010 UV71
- (546269) 2010 UL72
- (546270) 2010 UQ73
- (546271) 2010 UO80
- (546272) 2010 UT80
- (546273) 2010 UY81
- (546274) 2010 UO83
- (546275) Kozák
- (546276) 2010 UP84
- (546277) 2010 UJ91
- (546278) 2010 US91
- (546279) 2010 UW95
- (546280) 2010 UX97
- (546281) 2010 UM98
- (546282) 2010 UO98
- (546283) 2010 UC99
- (546284) 2010 UR99
- (546285) 2010 UE100
- (546286) 2010 UF101
- (546287) 2010 UA102
- (546288) 2010 UK105
- (546289) 2010 UL108
- (546290) 2010 UN108
- (546291) 2010 UG109
- (546292) 2010 UB110
- (546293) 2010 UD110
- (546294) 2010 US110
- (546295) 2010 UX110
- (546296) 2010 UG111
- (546297) 2010 UH111
- (546298) 2010 UC112
- (546299) 2010 UN113
- (546300) 2010 UP113
- (546301) 2010 UZ115
- (546302) 2010 UK116
- (546303) 2010 UP117
- (546304) 2010 UT117
- (546305) 2010 UB118
- (546306) 2010 UC118
- (546307) 2010 UF118
- (546308) 2010 UH118
- (546309) 2010 UU118
- (546310) 2010 UH119
- (546311) 2010 UN119
- (546312) 2010 UB120
- (546313) 2010 UG120
- (546314) 2010 UH120
- (546315) 2010 UR120
- (546316) 2010 UT120
- (546317) 2010 VV2
- (546318) 2010 VA5
- (546319) 2010 VS7
- (546320) 2010 VM8
- (546321) 2010 VZ8
- (546322) 2010 VB9
- (546323) 2010 VX10
- (546324) 2010 VW13
- (546325) 2010 VK14
- (546326) 2010 VG16
- (546327) 2010 VA17
- (546328) 2010 VR18
- (546329) 2010 VO19
- (546330) 2010 VB23
- (546331) 2010 VN24
- (546332) 2010 VF25
- (546333) 2010 VT25
- (546334) 2010 VB26
- (546335) 2010 VX27
- (546336) 2010 VP28
- (546337) 2010 VG30
- (546338) 2010 VM30
- (546339) 2010 VY32
- (546340) 2010 VH39
- (546341) 2010 VE40
- (546342) 2010 VU41
- (546343) 2010 VZ41
- (546344) 2010 VP42
- (546345) 2010 VW42
- (546346) 2010 VQ43
- (546347) 2010 VE45
- (546348) 2010 VU45
- (546349) 2010 VT47
- (546350) 2010 VL50
- (546351) 2010 VM50
- (546352) 2010 VX50
- (546353) 2010 VO53
- (546354) 2010 VD54
- (546355) 2010 VE55
- (546356) 2010 VU55
- (546357) 2010 VY55
- (546358) 2010 VD56
- (546359) 2010 VG56
- (546360) 2010 VN58
- (546361) 2010 VB59
- (546362) 2010 VV59
- (546363) 2010 VB60
- (546364) 2010 VH60
- (546365) 2010 VK60
- (546366) 2010 VU62
- (546367) 2010 VD63
- (546368) 2010 VA65
- (546369) 2010 VQ65
- (546370) 2010 VX65
- (546371) 2010 VT70
- (546372) 2010 VE76
- (546373) 2010 VW76
- (546374) 2010 VT77
- (546375) 2010 VF78
- (546376) 2010 VM79
- (546377) 2010 VE80
- (546378) 2010 VL80
- (546379) 2010 VR81
- (546380) 2010 VQ82
- (546381) 2010 VZ83
- (546382) 2010 VA85
- (546383) 2010 VK86
- (546384) 2010 VT86
- (546385) 2010 VV86
- (546386) 2010 VO87
- (546387) 2010 VA88
- (546388) 2010 VC88
- (546389) 2010 VM88
- (546390) 2010 VV88
- (546391) 2010 VW88
- (546392) 2010 VS89
- (546393) 2010 VJ91
- (546394) 2010 VB94
- (546395) 2010 VA95
- (546396) 2010 VN95
- (546397) 2010 VB97
- (546398) 2010 VE97
- (546399) 2010 VS98
- (546400) 2010 VW100
- (546401) 2010 VD101
- (546402) 2010 VJ102
- (546403) 2010 VL103
- (546404) 2010 VF104
- (546405) 2010 VV104
- (546406) 2010 VD108
- (546407) 2010 VF108
- (546408) 2010 VJ109
- (546409) 2010 VR110
- (546410) 2010 VV110
- (546411) 2010 VX110
- (546412) 2010 VE113
- (546413) 2010 VV113
- (546414) 2010 VF115
- (546415) 2010 VP115
- (546416) 2010 VM116
- (546417) 2010 VS117
- (546418) 2010 VX118
- (546419) 2010 VJ119
- (546420) 2010 VN120
- (546421) 2010 VP124
- (546422) 2010 VS124
- (546423) 2010 VN125
- (546424) 2010 VW125
- (546425) 2010 VH126
- (546426) 2010 VM129
- (546427) 2010 VF131
- (546428) 2010 VW132
- (546429) 2010 VY132
- (546430) 2010 VU135
- (546431) 2010 VL136
- (546432) 2010 VW136
- (546433) 2010 VC137
- (546434) 2010 VG138
- (546435) 2010 VV140
- (546436) 2010 VP141
- (546437) 2010 VM142
- (546438) 2010 VW142
- (546439) 2010 VS143
- (546440) 2010 VU146
- (546441) 2010 VE147
- (546442) 2010 VK147
- (546443) 2010 VP147
- (546444) 2010 VF148
- (546445) 2010 VS148
- (546446) 2010 VO151
- (546447) 2010 VN153
- (546448) 2010 VA154
- (546449) 2010 VS154
- (546450) 2010 VA155
- (546451) 2010 VE155
- (546452) 2010 VS156
- (546453) 2010 VK158
- (546454) 2010 VD159
- (546455) 2010 VR159
- (546456) 2010 VW159
- (546457) 2010 VB160
- (546458) 2010 VO163
- (546459) 2010 VO164
- (546460) 2010 VF166
- (546461) 2010 VG166
- (546462) 2010 VJ168
- (546463) 2010 VO168
- (546464) 2010 VU169
- (546465) 2010 VL170
- (546466) 2010 VM170
- (546467) 2010 VE171
- (546468) 2010 VD172
- (546469) 2010 VH172
- (546470) 2010 VD175
- (546471) Szipál
- (546472) 2010 VF177
- (546473) 2010 VV177
- (546474) 2010 VV178
- (546475) 2010 VH179
- (546476) 2010 VK179
- (546477) 2010 VL179
- (546478) 2010 VP180
- (546479) 2010 VD183
- (546480) 2010 VT183
- (546481) 2010 VQ185
- (546482) 2010 VB187
- (546483) 2010 VE188
- (546484) 2010 VM188
- (546485) 2010 VX189
- (546486) 2010 VD191
- (546487) 2010 VE191
- (546488) 2010 VN191
- (546489) 2010 VV191
- (546490) 2010 VR192
- (546491) 2010 VK193
- (546492) 2010 VX195
- (546493) 2010 VC203
- (546494) 2010 VG203
- (546495) 2010 VJ203
- (546496) 2010 VW205
- (546497) 2010 VN206
- (546498) Demjénferenc
- (546499) 2010 VY206
- (546500) 2010 VV207
- (546501) 2010 VM209
- (546502) 2010 VR209
- (546503) 2010 VF210
- (546504) 2010 VH210
- (546505) 2010 VU210
- (546506) 2010 VJ211
- (546507) 2010 VS211
- (546508) 2010 VJ212
- (546509) 2010 VK212
- (546510) 2010 VC213
- (546511) 2010 VD215
- (546512) 2010 VZ215
- (546513) 2010 VB216
- (546514) 2010 VX216
- (546515) Almásy
- (546516) 2010 VA217
- (546517) 2010 VE217
- (546518) 2010 VL217
- (546519) 2010 VS217
- (546520) 2010 VF219
- (546521) 2010 VT219
- (546522) 2010 VY219
- (546523) 2010 VL222
- (546524) 2010 VV223
- (546525) 2010 VK225
- (546526) 2010 VM225
- (546527) 2010 VO225
- (546528) 2010 VM226
- (546529) 2010 VA228
- (546530) 2010 VB228
- (546531) 2010 VS228
- (546532) 2010 VT228
- (546533) 2010 VC229
- (546534) 2010 VL229
- (546535) 2010 VM229
- (546536) 2010 VO229
- (546537) 2010 VQ229
- (546538) 2010 VS229
- (546539) 2010 VV229
- (546540) 2010 VK230
- (546541) 2010 VR230
- (546542) 2010 VV230
- (546543) 2010 VB231
- (546544) 2010 VO231
- (546545) 2010 VU231
- (546546) 2010 VV231
- (546547) 2010 VX231
- (546548) 2010 VZ231
- (546549) 2010 VR232
- (546550) 2010 VZ232
- (546551) 2010 VC233
- (546552) 2010 VQ233
- (546553) 2010 VD234
- (546554) 2010 VQ234
- (546555) 2010 VC235
- (546556) 2010 VL235
- (546557) 2010 VJ236
- (546558) 2010 VZ237
- (546559) 2010 VP238
- (546560) 2010 VA239
- (546561) 2010 VL239
- (546562) 2010 VM239
- (546563) 2010 VO239
- (546564) 2010 VX239
- (546565) 2010 VB240
- (546566) 2010 VM240
- (546567) 2010 VS240
- (546568) 2010 VY240
- (546569) 2010 VM241
- (546570) 2010 VV241
- (546571) 2010 VK242
- (546572) 2010 VW243
- (546573) 2010 VX243
- (546574) 2010 VZ243
- (546575) 2010 VB244
- (546576) 2010 VD244
- (546577) 2010 VH244
- (546578) 2010 VN244
- (546579) 2010 VT244
- (546580) 2010 VZ244
- (546581) 2010 VG245
- (546582) 2010 VM245
- (546583) 2010 VY245
- (546584) 2010 VE246
- (546585) 2010 VM246
- (546586) 2010 VQ246
- (546587) 2010 VK247
- (546588) 2010 VO247
- (546589) 2010 VR248
- (546590) 2010 VE249
- (546591) 2010 VF249
- (546592) 2010 VG249
- (546593) 2010 VJ249
- (546594) 2010 VL249
- (546595) 2010 VO250
- (546596) 2010 VP250
- (546597) 2010 VR250
- (546598) 2010 VA251
- (546599) 2010 VF251
- (546600) 2010 VO251
- (546601) 2010 VW251
- (546602) 2010 VG252
- (546603) 2010 WG
- (546604) 2010 WV1
- (546605) 2010 WL2
- (546606) 2010 WT2
- (546607) 2010 WQ3
- (546608) 2010 WT3
- (546609) 2010 WC4
- (546610) 2010 WQ6
- (546611) 2010 WT6
- (546612) 2010 WU6
- (546613) 2010 WM8
- (546614) 2010 WX8
- (546615) 2010 WF9
- (546616) 2010 WK9
- (546617) 2010 WT9
- (546618) 2010 WT10
- (546619) 2010 WD11
- (546620) 2010 WE11
- (546621) 2010 WG11
- (546622) 2010 WN11
- (546623) 2010 WE13
- (546624) 2010 WL13
- (546625) 2010 WE14
- (546626) 2010 WK14
- (546627) 2010 WX14
- (546628) 2010 WE16
- (546629) 2010 WT20
- (546630) 2010 WG24
- (546631) 2010 WX24
- (546632) 2010 WM27
- (546633) 2010 WO27
- (546634) 2010 WK28
- (546635) 2010 WY28
- (546636) 2010 WM31
- (546637) 2010 WO31
- (546638) 2010 WQ32
- (546639) 2010 WF33
- (546640) 2010 WR33
- (546641) 2010 WC34
- (546642) 2010 WG34
- (546643) 2010 WL34
- (546644) 2010 WD36
- (546645) 2010 WE36
- (546646) 2010 WG36
- (546647) 2010 WS36
- (546648) 2010 WG37
- (546649) 2010 WV37
- (546650) 2010 WJ40
- (546651) 2010 WR40
- (546652) 2010 WT40
- (546653) 2010 WJ41
- (546654) 2010 WM42
- (546655) 2010 WB44
- (546656) 2010 WR44
- (546657) 2010 WP45
- (546658) 2010 WZ45
- (546659) 2010 WX48
- (546660) 2010 WZ48
- (546661) 2010 WN51
- (546662) 2010 WX51
- (546663) 2010 WB53
- (546664) 2010 WC53
- (546665) 2010 WP53
- (546666) 2010 WP56
- (546667) 2010 WW56
- (546668) 2010 WY56
- (546669) 2010 WF57
- (546670) 2010 WR58
- (546671) 2010 WW58
- (546672) 2010 WR59
- (546673) 2010 WR60
- (546674) 2010 WW60
- (546675) 2010 WB65
- (546676) 2010 WQ65
- (546677) 2010 WR65
- (546678) 2010 WA67
- (546679) 2010 WU69
- (546680) 2010 WM70
- (546681) 2010 WR70
- (546682) 2010 WN72
- (546683) 2010 WG73
- (546684) 2010 WP73
- (546685) 2010 WU73
- (546686) 2010 WU75
- (546687) 2010 WT76
- (546688) 2010 WU76
- (546689) 2010 WY76
- (546690) 2010 WM77
- (546691) 2010 WP77
- (546692) 2010 WA78
- (546693) 2010 WF78
- (546694) 2010 XV1
- (546695) 2010 XA2
- (546696) 2010 XE2
- (546697) 2010 XM3
- (546698) 2010 XG5
- (546699) 2010 XZ5
- (546700) 2010 XQ7
- (546701) 2010 XY10
- (546702) 2010 XH13
- (546703) 2010 XK15
- (546704) 2010 XO15
- (546705) 2010 XL16
- (546706) 2010 XV16
- (546707) 2010 XC17
- (546708) 2010 XS17
- (546709) 2010 XF19
- (546710) 2010 XM20
- (546711) 2010 XD21
- (546712) 2010 XP21
- (546713) 2010 XT21
- (546714) 2010 XW22
- (546715) 2010 XT25
- (546716) 2010 XU27
- (546717) 2010 XX27
- (546718) 2010 XJ28
- (546719) 2010 XC30
- (546720) 2010 XJ32
- (546721) 2010 XY32
- (546722) 2010 XN34
- (546723) 2010 XB36
- (546724) 2010 XZ36
- (546725) 2010 XP42
- (546726) 2010 XH43
- (546727) 2010 XR44
- (546728) 2010 XA45
- (546729) 2010 XO45
- (546730) 2010 XD46
- (546731) 2010 XE46
- (546732) 2010 XL46
- (546733) 2010 XW47
- (546734) 2010 XJ49
- (546735) 2010 XY51
- (546736) 2010 XZ52
- (546737) 2010 XF53
- (546738) 2010 XV53
- (546739) 2010 XW53
- (546740) 2010 XX53
- (546741) 2010 XX54
- (546742) 2010 XR55
- (546743) 2010 XG59
- (546744) 2010 XN59
- (546745) 2010 XR61
- (546746) 2010 XB63
- (546747) 2010 XF63
- (546748) 2010 XU64
- (546749) 2010 XG66
- (546750) 2010 XQ66
- (546751) 2010 XR66
- (546752) 2010 XO67
- (546753) 2010 XT67
- (546754) 2010 XA69
- (546755) 2010 XG71
- (546756) Sunguoyou
- (546757) 2010 XB72
- (546758) 2010 XN73
- (546759) 2010 XC74
- (546760) 2010 XQ75
- (546761) 2010 XS75
- (546762) 2010 XX77
- (546763) 2010 XC78
- (546764) 2010 XE78
- (546765) 2010 XE79
- (546766) 2010 XL79
- (546767) 2010 XY79
- (546768) 2010 XP80
- (546769) 2010 XZ81
- (546770) 2010 XE82
- (546771) 2010 XD83
- (546772) 2010 XO85
- (546773) 2010 XV85
- (546774) 2010 XK86
- (546775) 2010 XQ86
- (546776) 2010 XB87
- (546777) 2010 XF91
- (546778) 2010 XG91
- (546779) 2010 XH91
- (546780) 2010 XN91
- (546781) 2010 XR91
- (546782) 2010 XD92
- (546783) 2010 XF92
- (546784) 2010 XY92
- (546785) 2010 XB94
- (546786) 2010 XG94
- (546787) 2010 XN94
- (546788) 2010 XR94
- (546789) 2010 XW94
- (546790) 2010 XX94
- (546791) 2010 XY94
- (546792) 2010 XD95
- (546793) 2010 XG95
- (546794) 2010 XH95
- (546795) 2010 XK95
- (546796) 2010 XD96
- (546797) 2010 XE96
- (546798) 2010 XJ96
- (546799) 2010 XS96
- (546800) 2010 XT96
- (546801) 2010 XT97
- (546802) 2010 XM98
- (546803) 2010 XT98
- (546804) 2010 XD99
- (546805) 2010 XA100
- (546806) 2010 XV101
- (546807) 2010 XW101
- (546808) 2010 XA102
- (546809) 2010 XD102
- (546810) 2010 XG102
- (546811) 2010 XO102
- (546812) 2010 XP102
- (546813) 2010 XT102
- (546814) 2010 XX102
- (546815) 2010 XJ103
- (546816) 2010 XR103
- (546817) 2010 XJ105
- (546818) 2010 XK105
- (546819) 2010 XM105
- (546820) 2010 XO105
- (546821) 2010 XP105
- (546822) 2010 XU105
- (546823) 2010 XA106
- (546824) 2010 XC106
- (546825) 2010 XM106
- (546826) 2010 XJ108
- (546827) 2010 XB109
- (546828) 2010 XK109
- (546829) 2010 XL109
- (546830) 2010 XX109
- (546831) 2010 XO110
- (546832) 2010 XA111
- (546833) 2010 YT
- (546834) 2010 YF2
- (546835) 2010 YF3
- (546836) 2010 YV3
- (546837) 2010 YR4
- (546838) 2010 YO5
- (546839) 2010 YC6
- (546840) 2010 YR6
- (546841) 2010 YS6
- (546842) Ruanjiangao
- (546843) Xuzhijian
- (546844) Jinzhangwei
- (546845) Wulumuqiyizhong
- (546846) Sunpeiyuan
- (546847) 2010 AV
- (546848) 2010 AX3
- (546849) 2010 AR4
- (546850) 2010 AE5
- (546851) 2010 AN6
- (546852) 2010 AO7
- (546853) 2010 AK8
- (546854) 2010 AT8
- (546855) 2010 AV9
- (546856) 2010 AZ9
- (546857) 2010 AG10
- (546858) 2010 AB11
- (546859) 2010 AG11
- (546860) 2010 AJ12
- (546861) 2010 AR12
- (546862) 2010 AC14
- (546863) 2010 AD14
- (546864) 2010 AE14
- (546865) 2010 AH14
- (546866) 2010 AL15
- (546867) 2010 AT16
- (546868) 2010 AC17
- (546869) 2010 AD19
- (546870) 2010 AJ19
- (546871) 2010 AN19
- (546872) 2010 AL20
- (546873) 2010 AP20
- (546874) 2010 AV21
- (546875) 2010 AG22
- (546876) 2010 AX22
- (546877) 2010 AE23
- (546878) 2010 AM23
- (546879) 2010 AU23
- (546880) 2010 AF25
- (546881) 2010 AH26
- (546882) 2010 AZ28
- (546883) 2010 AY29
- (546884) 2010 AT30
- (546885) 2010 AU30
- (546886) 2010 AN32
- (546887) 2010 AE36
- (546888) 2010 AT36
- (546889) 2010 AN37
- (546890) 2010 AV37
- (546891) 2010 AR38
- (546892) 2010 AB39
- (546893) 2010 AD39
- (546894) 2010 AL40
- (546895) 2010 AW40
- (546896) 2010 AO41
- (546897) 2010 AL42
- (546898) 2010 AA43
- (546899) 2010 AU43
- (546900) 2010 AN44
- (546901) 2010 AV44
- (546902) 2010 AY44
- (546903) 2010 AA45
- (546904) 2010 AG45
- (546905) 2010 AA46
- (546906) 2010 AO47
- (546907) 2010 AG49
- (546908) 2010 AP51
- (546909) 2010 AM52
- (546910) 2010 AR52
- (546911) 2010 AV52
- (546912) 2010 AV53
- (546913) 2010 AL54
- (546914) 2010 AO54
- (546915) 2010 AM57
- (546916) 2010 AP57
- (546917) 2010 AV57
- (546918) 2010 AR60
- (546919) 2010 AV62
- (546920) 2010 AK64
- (546921) 2010 AO64
- (546922) 2010 AA69
- (546923) 2010 AU70
- (546924) 2010 AB72
- (546925) 2010 AM72
- (546926) 2010 AS72
- (546927) 2010 AE73
- (546928) 2010 AN74
- (546929) 2010 AJ79
- (546930) 2010 AC141
- (546931) 2010 AN141
- (546932) 2010 AW141
- (546933) 2010 AC142
- (546934) 2010 AV142
- (546935) 2010 AD143
- (546936) 2010 AQ143
- (546937) 2010 AS143
- (546938) 2010 AV143
- (546939) 2010 AB144
- (546940) 2010 AN154
- (546941) 2010 AV154
- (546942) 2010 AX154
- (546943) 2010 AF155
- (546944) 2010 AT155
- (546945) 2010 AK156
- (546946) 2010 AL156
- (546947) 2010 AC157
- (546948) 2010 AD157
- (546949) 2010 AE157
- (546950) 2010 AG157
- (546951) 2010 AK157
- (546952) 2010 AL157
- (546953) 2010 AM157
- (546954) 2010 AA158
- (546955) 2010 AM158
- (546956) 2010 AR158
- (546957) 2010 AL159
- (546958) 2010 AM159
- (546959) 2010 AP159
- (546960) 2010 AB160
- (546961) 2010 AC160
- (546962) 2010 AH160
- (546963) 2010 AN161
- (546964) 2010 AP161
- (546965) 2010 BH
- (546966) 2010 BB1
- (546967) 2010 BH1
- (546968) 2010 BR1
- (546969) 2010 BX1
- (546970) 2010 BE2
- (546971) 2010 BF3
- (546972) 2010 BR4
- (546973) 2010 BB5
- (546974) 2010 BP153
- (546975) 2010 CP
- (546976) 2010 CF12
- (546977) 2010 CC20
- (546978) 2010 CJ21
- (546979) 2010 CK21
- (546980) 2010 CP21
- (546981) 2010 CQ21
- (546982) 2010 CC22
- (546983) 2010 CA23
- (546984) 2010 CC23
- (546985) 2010 CA24
- (546986) 2010 CJ24
- (546987) 2010 CZ24
- (546988) 2010 CF25
- (546989) 2010 CK25
- (546990) 2010 CV25
- (546991) 2010 CZ25
- (546992) 2010 CB27
- (546993) 2010 CA30
- (546994) 2010 CQ30
- (546995) 2010 CH31
- (546996) 2010 CL31
- (546997) 2010 CT32
- (546998) 2010 CS33
- (546999) 2010 CT33
- (547000) 2010 CN34